# Anacropora matthai
Anacropora matthai is een rifkoralensoort uit de familie van de Acroporidae. De wetenschappelijke naam van de soort is voor het eerst geldig gepubliceerd in 1973 door Pillai.